# Herz-Jesu-Kirche (Oranienburg)
Die Katholische Kirche Herz Jesu ist ein römisch-katholisches Gotteshaus in Oranienburg und wurde im Jahr 1895 eingeweiht. Sie ist dem Herz Jesu gewidmet und steht unter Denkmalschutz. Sie ist Pfarrkirche der zum 1. Januar 2025 durch Fusion errichteten Pfarrei Hl. Maximilian Kolbe Oberhavel Süd und gehört zum Erzbistum Berlin.

## Lage
Das Kirchengebäude trägt die Adresse Augustin-Sandtner-Straße 3 in Oranienburg. Sie steht fast in der Mitte der von der Augustin-Sandtner-Straße und von der Emil-Polesky-Straße (östlich und südlich) umgrenzten Fläche. Das zugehörige Pfarramt und das Gemeindehaus tragen die gleiche Adresse, sie stehen nordöstlich vom Gotteshaus im rechten Winkel zueinander.

## Geschichte
Seit der Reformation gab es in Oranienburg kein katholisches Gotteshaus und keine größere katholische Gemeinde mehr. Erst 1893 führte der aus Reinickendorf bei Berlin stammende Pfarrer Johann Leopold Panske vor einem improvisierten Altar in einer Gaststätte wieder Sonntagsmessen für Katholiken im Ort durch. Die mit der Industrialisierung von Oranienburg schnell gewachsene Bevölkerung bildete auch wieder eine katholische Gemeinde. Sie brachte durch Spenden von Katholiken aus dem In- und Ausland das Geld zum Kauf eines Baugeländes auf (damalige Adresse Berliner Straße 42). Sie gewann den im Ort ansässigen Baumeister Wilhelm Daßler für die Ausarbeitung der Baupläne und die Bauleitung für ein eigenes Gotteshaus. Schon am 29. April 1894 vollzog Pfarrer Panske die Grundsteinlegung der Herz-Jesu-Kirche unter Beteiligung der Oranienburger Katholiken und vieler katholischer Vereine Berlins sowie im Beisein von Vertretern der Stadtverwaltung. Der Bau der Kirche dauerte 18 Monate und so nahm der fürstbischöfliche Delegat Prälat Joseph Jahnel am 15. September 1895 die Benediktion (Einweihung) vor.
Die Katholiken gehörten zur Reinickendorfer Pfarrei St. Marien, Zum 1. November 1910 wurde die Pfarrei Oranienburg durch den Breslauer Fürstbischof Georg von Kopp kirchenrechtlich errichtet und erhielt das Patronat Herz Jesu.
Die beiden Weltkriege hat das Kirchengebäude weitestgehend unbeschadet überstanden. Nach dem Zweiten Weltkrieg siedelten sich in der Umgebung der damaligen deutschen Hauptstadt Heimatvertriebene aus Schlesien, dem Sudetenland und Ostpreußen an, die überwiegend dem katholischen Glauben angehörten, die Gemeinde wuchs wieder. In den Jahren 1960 bis 1962 ließ die Gemeinde, dem Zeitgeist folgend, die reichhaltigen Wand- und Deckenmalereien in ihrer Pfarrkirche durch eine schlichte Ausmalung ersetzen.
Nach der Wende wurden 1995 der gesamte Innen- und Altarbereich des Kirchengebäudes umfassend renoviert und auch teilweise neu gestaltet.
Seit den 1990er Jahren kamen spätausgesiedelte katholische Russlanddeutsche, deutsche Katholiken aus anderen Bundesländern sowie polnische Bürger und Geflüchtete aus Afrika nach Oranienburg. Sie wurden Glieder der katholischen Gemeinde Herz Jesu. Im Jahr 2020 gehörten so rund 1860 Katholiken zur Pfarrei.
Im Jahr 2020 wurden seitens des Bonifatiuswerks des Erzbistums finanzielle Zuschüsse verteilt, wovon die Kirchengemeinde Herz Jesu 9.500 Euro „für die bauliche Instandsetzung der Pfarrkirche“ erhielt.

## Architektur

### Außen

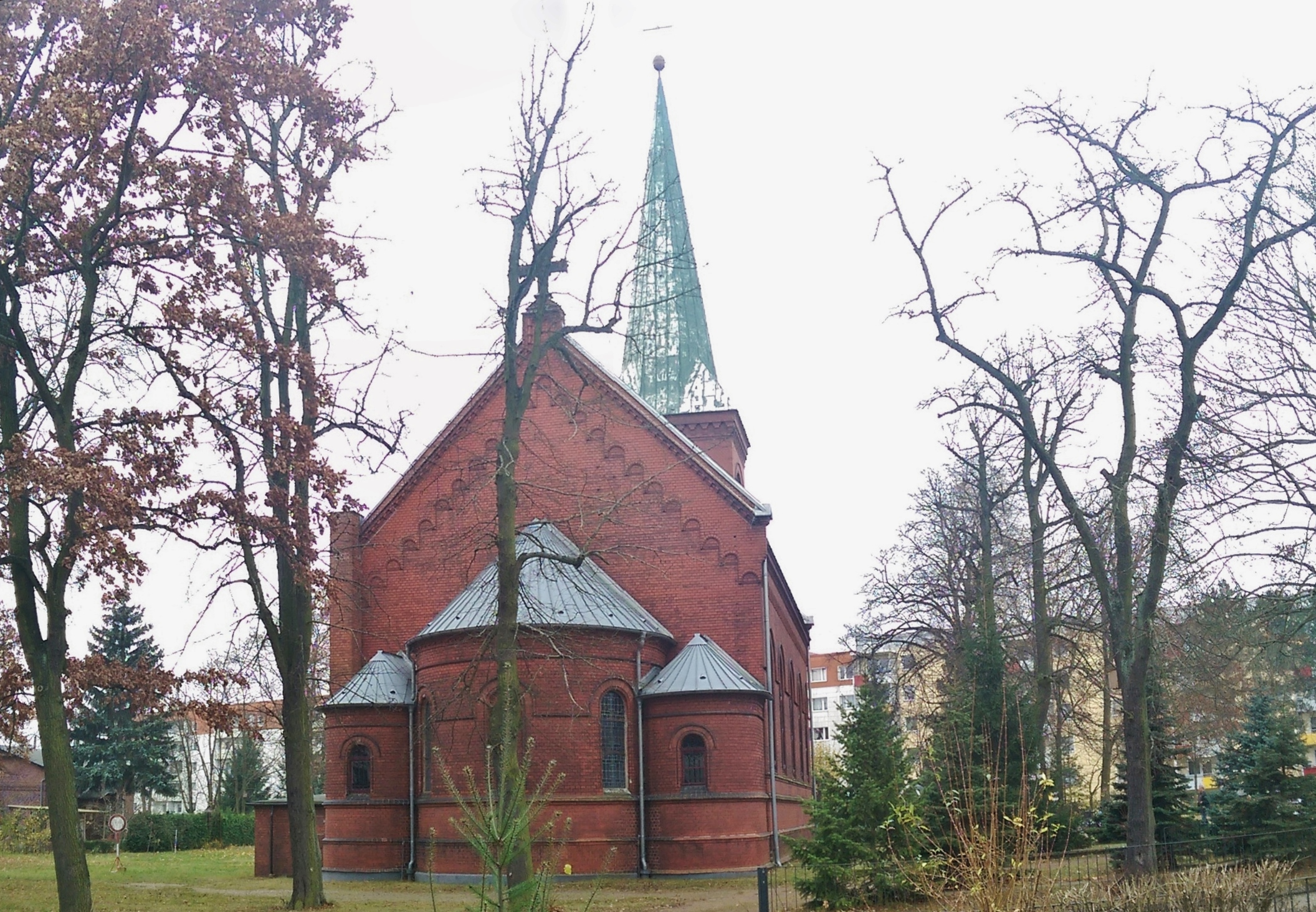
Ostansicht der Herz-Jesu-Kirche

Das gesamte unverputzte Kirchengebäude ist in neoromanischer Backsteinbauweise errichtet und mit Verblendungen sparsam geschmückt. Es verfügt über einen Westturm mit quadratischem Grundriss, die Apsis auf der Ostseite ist halbrund und mit einem (halben) Runddach versehen. Das Pultdach des Kirchenschiffes ist mit Schiefer gedeckt. Die fünf Fenster auf jeder Seite des Hauptschiffs sind als Rundbogen ausgeführt und etwas asymmetrisch über die Länge des Schiffes eingebaut.
Ein vierseitiger, mit Kupfer gedeckter, geknickter Spitzhelm schließt den Kirchturm (Portalturm) ab. Auf der Spitze ist eine Turmkugel angeordnet, die von einem metallenen großen Kreuz bekrönt ist.
Am Kirchturm sind auf allen vier Seiten hohe gemauerte Rundbögen gestaltet, in denen ein Okulus, darunter zwei parallele Schallöffnungen und noch darunter zwei kleinere parallele Rundfenster eingearbeitet sind. Dahinter befindet sich die Glockenstube mit dem Geläut.
Die Saalkirche verfügt über zwei Eingänge: der westliche befindet sich direkt am Turm und ein zweiter ist auf der Südseite des Kirchenschiffes eingebaut. Beide sind mit kleinen übergiebelten Vorbauten geschützt. Zwei fast gleich große zweiflügelige hölzerne Türen führen ins Innere. In beide Flügeltüren sind je zwei Glasfenster in Form von hohen Zwiebeltürmen eingesetzt.

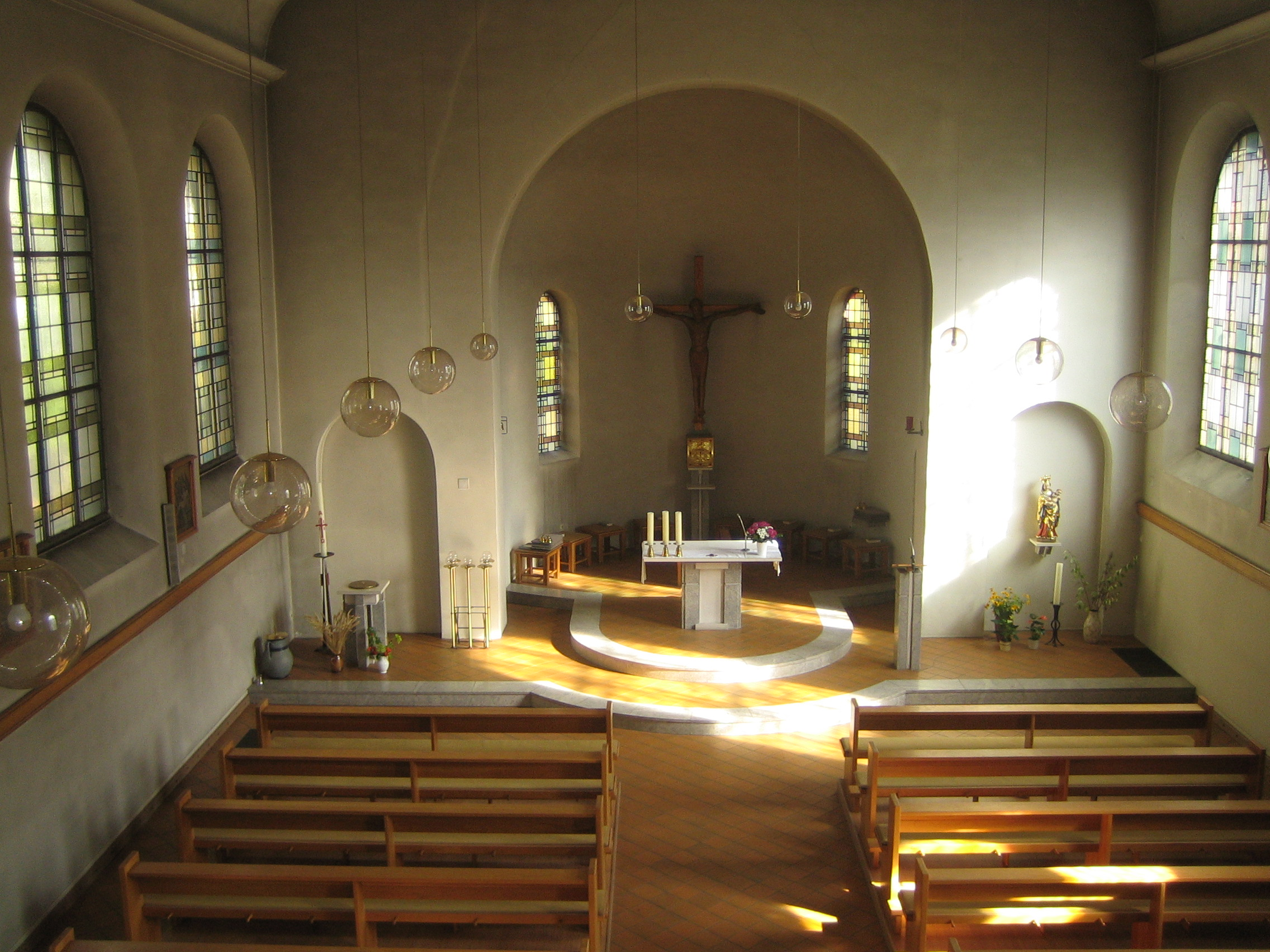
Blick Richtung Altar

### Innen
Der gesamte Kirchenraum ist nicht in Seitenschiffe gegliedert, auch hindern weder Säulen noch andere Einbauten den freien Blick der Gläubigen auf den Altar. Von der Decke hängen mehrere durchsichtige Glaskugelleuchten herab und beleuchten den Kirchenraum gleichmäßig.
Beiderseits der halbrunden Apsis befinden sich zwei nach außen vorgewölbte kleine Nebenräume, einer ist die Sakristei, der andere dient zur Vorbereitung auf die Gottesdienste.

## Ausstattung

### Wand- und Deckengestaltung
Bis zum Jahr 1960 schmückten reichhaltige Decken- und Wandmalereien nach Entwürfen des Kirchenmalers Gottfried Schiller aus Stuttgart die Wände des Gotteshauses. Die Ausführungen stammten vom Kunstmaler Devantier. Seit der Purifizierung sind alle Wände und die waagerecht eingebaute Decke weiß gestrichen und zu den Seitenwänden leicht gekehlt.

### Altarnische

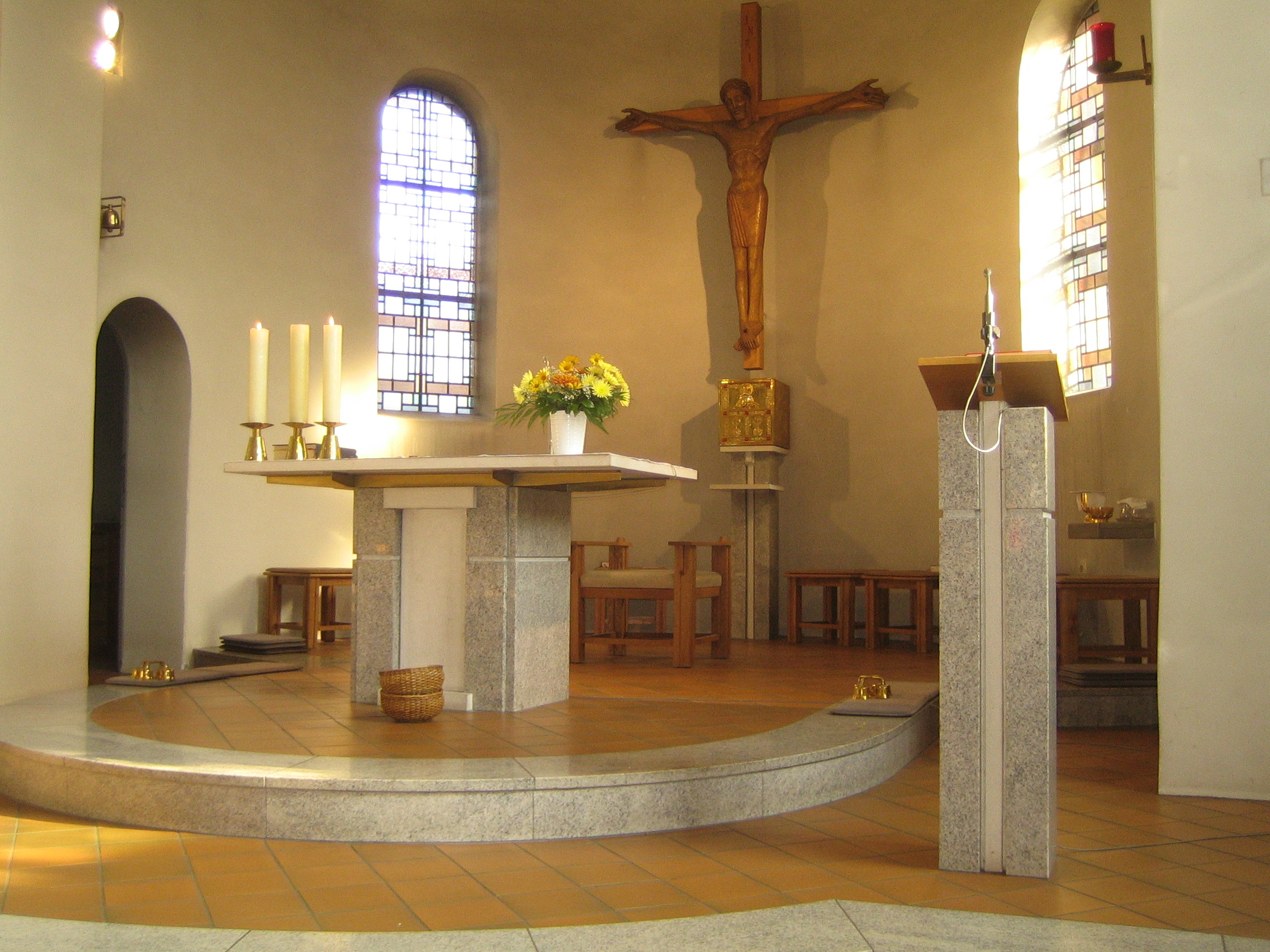
Altarapsis

Der Altarbereich liegt hinter dem Triumphbogen und bildet eine Halbrundapsis, in der ein schlichter Altartisch steht. An der Wand dahinter hängt mittig ein geschnitztes Kruzifix, rechts und links daneben sind zwei kleinere Halbrundfenster in das Mauerwerk eingefügt. In den Hauptraum ragen zwei übereinander angeordnete gerundete Podien.

### Bänke, Empore und sonstiges
Auf einfachen verbundenen Kirchenbänken aus hellem Naturholz haben rund 800 Kirchenbesucher Platz. Die Gänge und der Altarbereich sind mit schrittdämpfenden Materialien vollflächig belegt. Die Wände sind einfarbig hell, alle Fenster sind unbunt und lassen viel Tageslicht in den Andachtsraum.
Vor den beiden Halbrundnischen im Triumphbogen stehen auf einer Seite ein Taufbecken und auf der anderen Seite größere Leuchter samt Blumenschalen. Seitlich vor der Ecke zur Apsis ist der Ambo aufgestellt.
Zwischen den Fenstern des Hauptraumes hängen Darstellungen des Kreuzwegs in 12 Tafeln.

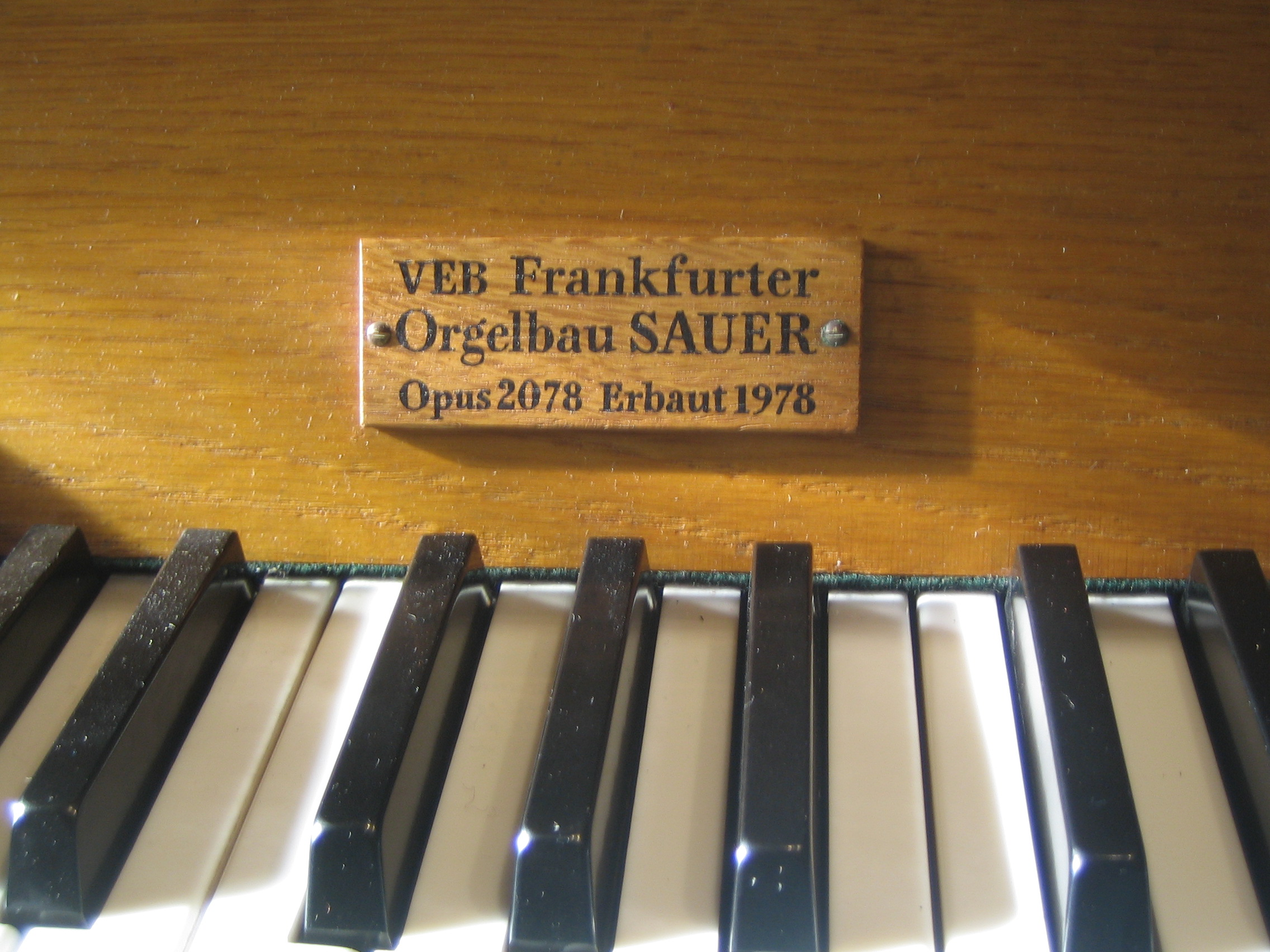
Orgelspieltisch

### Orgel
Auf der Empore befindet sich eine einmanualige Orgel der Firma Sauer Frankfurt(Oder), erbaut 1978 (Opus 2078).

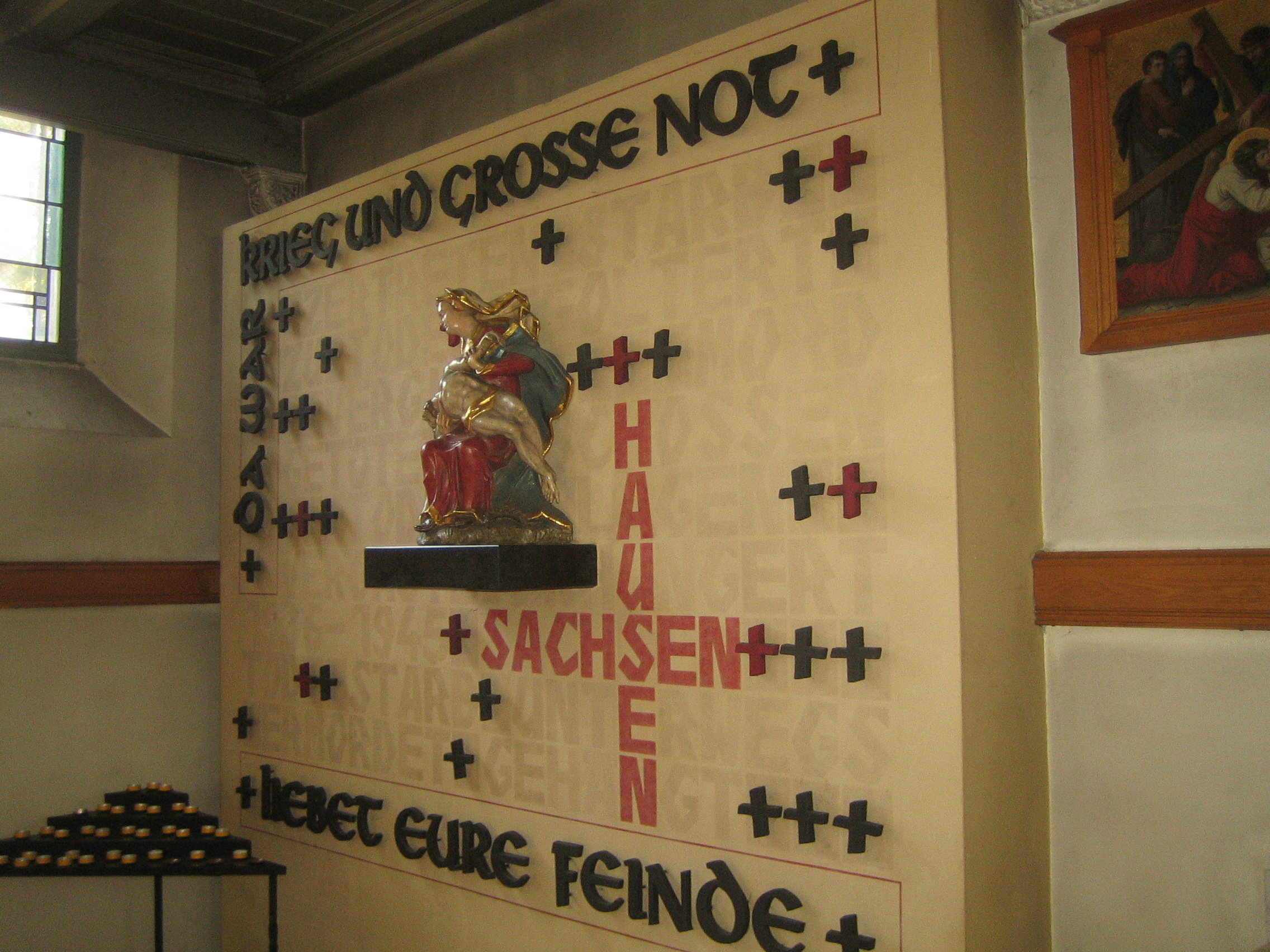
KZ-Gedenkstätte

## KZ-Gedenkstätte
Nach einer Pilgerfahrt von DDR-Bürgern 1984 nach Rom entstand auf Veranlassung des damaligen Papstes Johannes Paul II. an der inneren Stirnwand des Kirchenraums eine Gedenkstätte für die Opfer des KZ Sachsenhausen, die 1987 eingeweiht wurde. Sie wurde vom Künstler Georg Kurze geschaffen und befindet sich unter der Orgelempore zwischen dem Mittelgang und der Fensterseite. Es ist eine rechteckige senkrecht angebrachte große weiße Platte, auf welcher in schwacher grauer Schrift die Ermordeten erwähnt werden, auch durch kleine plastische Kreuze symbolisiert. In roten Versalien ist waagerecht SACHSEN geschrieben, gekreuzt von HAUSEN (senkrecht). Auf dem linken Arm dieses Wort-Kreuzes ruht eine farbige Pietà als Blickpunkt der Tafel. Ein Schriftband oben und seitwärts trägt die Inschriften: „Da war Krieg und grosse Not.“ Am unteren Tafelrand heißt es „Liebet eure Feinde“.
Am 4. November 2006 wurde überdies auf dem Gelände der Gedenkstätte Sachsenhausen ein Gedenkstein, der an das Schicksal von über 700 katholischen Geistlichen, die zwischen 1936 und 1945 im Konzentrationslager Sachsenhausen eingesperrt waren und gelitten haben, von den Kardinälen Georg Sterzinsky und Josef Klemp eingeweiht.
Dieser Gedenkstein wird auch zu Gedenkveranstaltungen für die Opfer der NS-Herrschaft genutzt. Aus Anlass des zehnjährigen Bestehens des Gedenksteines auf dem Gelände des ehemaligen Konzentrationslagers zelebrierte Erzbischof Dr. Heiner Koch in der Herz-Jesu-Kirche eine Eucharistiefeier.

## Gemeinde
Zur Gemeinde Herz Jesu gehören außer der Pfarrkirche in Oranienburg die Kapelle St. Johannes der Täufer sowie die 1955 benedizierte Filialkirche St. Petrus in Leegebruch.
Mit den Caritas-Einrichtungen „St. Johannesberg“, in denen Menschen mit Behinderung in einem Wohnheim, einer Schule und einer Werkstatt leben, lernen und arbeiten, bestehen enge Beziehungen.
Dem Pfarrbereich ist auch ein eigener Friedhof zugeordnet: der Herz Jesu-Friedhof in der Kitzbüheler Straße.
Seit dem 4. April 2019 bildeten die drei Pfarrgemeinden Herz Jesu (Oranienburg), St. Theresia (Birkenwerder) und Zu den Heiligen Schutzengeln in Hennigsdorf den pastoralen Raum Hennigsdorf-Oranienburg-Birkenwerder.
Zum 1. Januar 2025 wurde die neue Pfarrei Hl. Maximilian Kolbe Oberhavel Süd errichtet, deren Sitz und Pfarrkirche die Oranienburger Herz Jesu-Kirche ist.
Die feierliche Eröffnung fand am Samstag, 18. Januar 2025, in der Kirche Zu den heiligen Schutzengeln Hennigsdorf statt.
Zur neuen Pfarrei gehören rund 5.000 Katholiken sowie auf rund 800 km² die Gemeinden St. Theresia Birkenwerder, zu den Heiligen Schutzengeln Hennigsdorf, Herz Jesu Oranienburg mit insgesamt acht Gottesdienststandorten und die Orte kirchlichen Lebens auf dem Gebiet der Pfarrei. Dazu zählen u. a. ein Kloster mit Exerzitienhaus in Birkenwerder, die Caritas-Einrichtungen St. Johannesberg, weitere karitative Einrichtungen und eine Kita in Hennigsdorf.
Die Pfarrei hat Maximilian Kolbe als ihren Patron gewählt, um die Erinnerung an das Unrecht, das in den Konzentrationslagern Oranienburg und Sachsenhausen – die auf dem Pfarreigebiet liegen – geschehen ist, wachzuhalten. Pater Maximilian Kolbe übernahm in Auschwitz freiwillig für einen Familienvater die Todesstrafe im Hungerbunker und wird deshalb auch als „Heiliger der Nächstenliebe“ bezeichnet.
Pfarrer (Auswahl)
- Johann Leopold Panske, 1887–1908[21]
- Bruno Scheidtweiler, 2/1908–10/1908
- Wilhelm Scholz, 1908–1920
- Joseph Hirschberg, 1920–1952
- Raymund Bugla, 1952–1968
- Josef Alker, 1968–1983
- Alfons Bunk, 1983–2004
- Hanns-Peter Müller, 2004–2024 (Pfarradministrator), seit 2025 Pfarrvikar der Pfarrei Hl. Maximilian Kolbe Oberhavel Süd
- Bruno Monn, seit 1. Januar 2025 als leitender Pfarrer der Pfarrei Hl. Maximilian Kolbe Oberhavel Süd gemeinsam im Team mit Diakon Marc Teuber[22][23]